# キャスリーン・ヌーン
キャスリーン・ヌーン（Kathleen Noone、1945年1月8日 - ）は、アメリカ合衆国の女優。

## 出演作品
- ユナイテッド・ステイツ・オブ・タラ シーズン2（ミミ）
- デクスター　～警察官は殺人鬼 シーズン5
- ザ・ユニット　米軍極秘部隊
- SUPERNATURAL　スーパーナチュラル シーズン1  「ルート666」
- サンセット・ビーチ
- 心の瞳で～手さぐりの愛と勇気～
- そりゃないぜ!?　フレイジャー シーズン1
- タイムマシーンにお願い シーズン2
- 超常殺人者2